# Robby Krieger
Robert Alan Krieger, detto Robby (West Hollywood, 8 gennaio 1946), è un chitarrista statunitense, noto per esser stato il chitarrista del gruppo rock The Doors.
È autore (o coautore) di molte canzoni del gruppo, tra cui Light My Fire, Love Me Two Times, Touch Me, Spanish Caravan e Love Her Madly. Con il suo stile unico nel rock riuscì ad unire e ad amalgamare i suoni dell'organo di Manzarek, la pulsante batteria di Densmore e la voce mistica di Jim Morrison.
La rivista Rolling Stone lo ha inserito al 76º posto nella classifica dei 100 migliori chitarristi di tutti i tempi.

## Biografia

### Gli inizi
Krieger nacque da una famiglia ebrea, fu educato alla musica classica, ma ascoltava anche Fats Domino, Presley, i Platters. Iniziò a suonare la tromba, e successivamente il pianoforte. Iscritto al liceo California Menlo Park School, si esercitò a suonare la chitarra classica spagnola, interessandosi particolarmente al flamenco. Al liceo, a sedici anni, continuò con le lezioni di chitarra classica spagnola e flamenco e nel 1963, in una vacanza di Natale a Puerto Vallarta, Messico, il padre gli regalò un'autentica Ramirez (dall'elevato valore e che ancora oggi possiede, come ha dichiarato) le cui sonorità ispaniche furono anni dopo riesumate in Spanish Caravan ed in altre sue composizioni da solista.

Cominciò quindi a suonare in qualche band liceale di Menlo, per proseguire con altre band all'Università di Santa Barbara. Collaborò alla formazione di una jug band chiamata The Back Bay Chamberpot Terriers with Bill Wolff (poi chiamata The Peanut Butter Conspiracy). Nel 1964, dopo aver assistito ad un concerto di Chuck Berry, decise di dedicarsi al rock'n'roll e rhythm and blues, scambiando una delle sue chitarre da flamenco con una Gibson SG special color ciliegio (usata nei primi due album dei Doors e dal vivo dal 1966 al 1969). Poi, grazie ai suoi studi di musica indiana all'università, iniziò a sperimentare nuovi sound con altre piccole band di amici e con un batterista jazz conosciuto alcuni mesi prima, John Densmore. I due iniziarono a fare qualche jam, anche se l'interesse di Krieger per la musica indiana lo portò a studiare il sitar presso la Kinnara School, fondata da Ravi Shankar. Si appassionò al jazz e alla musica modale, citando per tutta la vita John Coltrane come prima influenza. Durante alcune lezioni di meditazione conobbe Ray Manzarek. Questi, insieme a Densmore, lo convinsero a provare con Jim Morrison, nel 1965. Krieger ha sempre detto che aveva iniziato a suonare la chitarra elettrica solo sei mesi prima di entrare nei Doors (fine estate 1965) ma continuò ad usare il pizzicato con dita ed unghie (finger-style) tipico dell'impostazione classica spagnola.

### The Doors
La primissima formazione della band, con Jim Morrison alla voce, Ray Manzarek al piano, John Densmore alla batteria, Rick Manzarek alla chitarra, Jim Manzarek all'armonica a bocca e Patty Sullivan al basso (ragazza che poi diventò solo co-produttrice della band), registrò i primi sei brani agli inizi di settembre 1965, presso i World Pacific Jazz Studios: Moonlight Drive, Hello, I Love You, Summer's Almost Gone, My Eyes Have Seen You, End Of The Night e Go Insane (A Little Game), stampando anche qualche vinile per procurarsi ingaggi.

Krieger, quindi, entrò nella band solo qualche settimana dopo, in sostituzione di Rick e Jim Manzarek. Invitato da Densmore, Robby dimostrò subito la propria abilità nella chitarra slide, in particolare l'effetto bottleneck; così nacquero storicamente i veri Doors. Dopo vari esordi nei club di Los Angeles e concerti, furono ingaggiati al London Fog e più tardi al leggendario Whisky a Go Go e, dopo essersi fatti un nome grazie a memorabili concerti, furono messi sotto contratto nel 1966 dalla Elektra Records. Il 4 gennaio del 1967 pubblicarono il loro primo album, The Doors. Il disco è uno dei classici del rock di tutti i tempi, anche grazie a pezzi come Light My Fire, la cui musica fu scritta proprio da Krieger.
Nel giro di tre anni i Doors pubblicarono altrettanti album. Agli inizi degli anni settanta produssero ancora due album, Morrison Hotel del 1970 e L.A. Woman del 1971. Nello stesso anno, Jim Morrison, allontanatosi dal gruppo, morì a Parigi. Tentarono di continuare, pubblicando l'album Other Voices e nel 1972 Full Circle, ma con modesto successo. Fu quello l'ultimo album prima dello scioglimento definitivo del gruppo. Krieger firmò, come co-produttore dei Doors, circa 40 brani della band, in uno dei quali, Running Blue, canta come seconda voce insieme a Morrison.

### Dopo i Doors

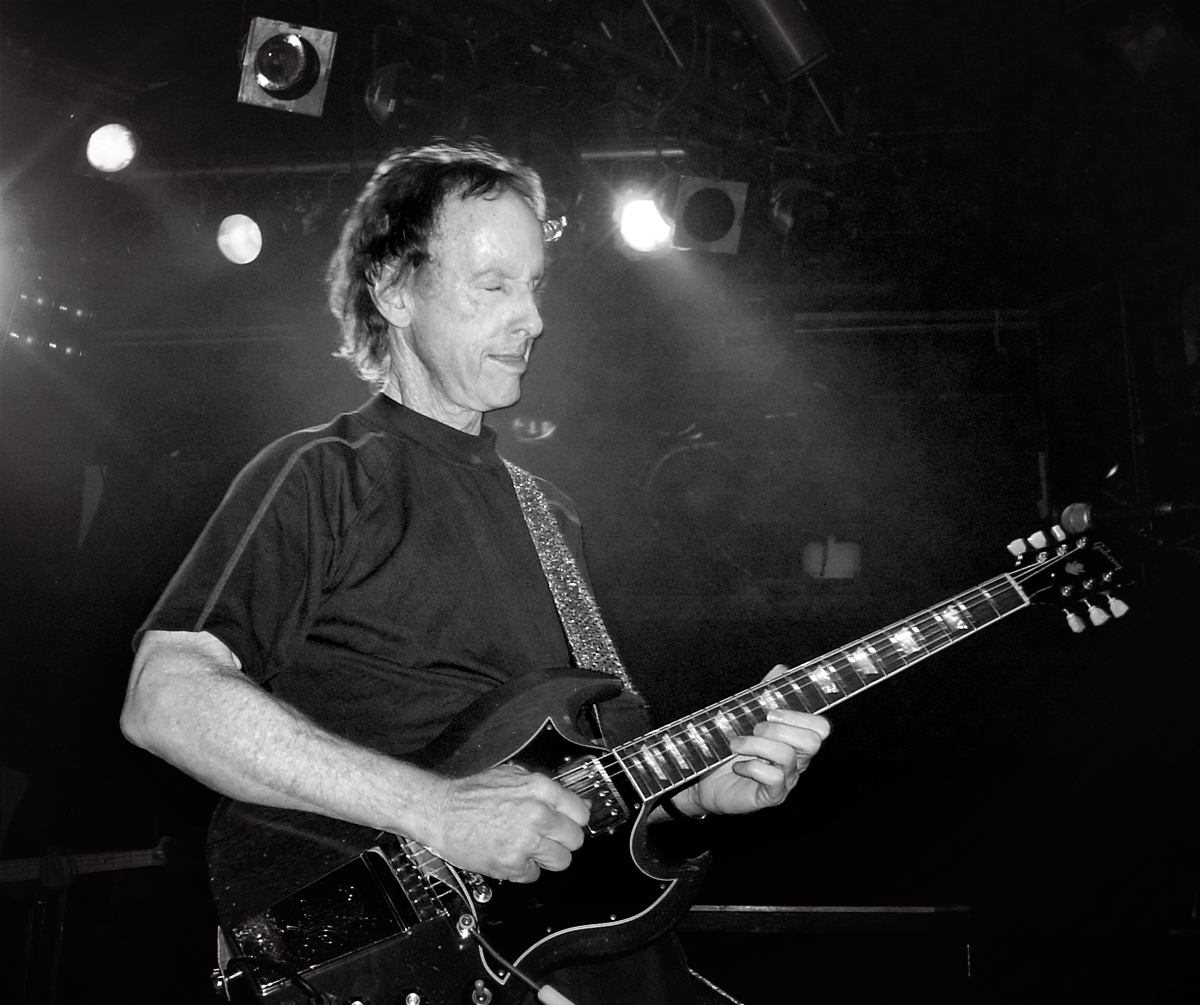
Krieger nel 2007

Robby Krieger continuò a suonare anche dopo i Doors. Già poco prima dello scioglimento ufficiale, insieme a Densmore, comparve come produttore per la band The Comfortable Chair, della casa editrice Ode. Sempre con Densmore, formò The Butts Band dando alle stampe due album influenzati da rock, blues, jazz e reggae; poi pubblicò vari album solisti orientati verso il genere fusion, tra i quali Robby Krieger & Friends del 1977, Versions del 1983 e No Habla del 1986.
Nel 1978 collaborò con Densmore e Manzarek alla scrittura ed interpretazione delle musiche di "An American Prayer", album di poesie di James Douglas Morrison.

Nel 1980 contribuì all'album Sharp Cuts (Planet Records), antologia rock di vari musicisti americani, e precisamente nel brano She's Illegal, sotto il nome di The Willys, insieme a
Duncan (chitarra, voce), Stevo (tastiere, voce), Marten Ingle (basso, voce), Kyle C. Kyle (batteria).

Continuò con numerosi tour dal vivo, anche in Europa, per tutti gli anni novanta, più altre collaborazioni con band come i Blue Öyster Cult.
Nel 1983 si riunì con Densmore e Manzarek per incidere una versione reggae di The Crystal Ship (con un inedito Manzarek alla fisarmonica); tale interpretazione è contenuta nell'album Version (1983).
Nel 1985 cominciò la sua collaborazione con gli ex membri dei Mothers of Invention di Zappa, in studio e dal vivo che continua tutt'oggi. Il disco "Robby Krieger" del 1985 è un esempio di virtuosismo fusion.
Nel 1990 collaborò, e fu in tour per anni, con Eric Burdon.
Fu ospite dei Ramones, durante il tour del 1992, per il brano Take it as it Comes.
Alla celebre cerimonia della Hall of Fame del 1993, dedicata ai Doors, Krieger si riunì a Densmore e Manzarek, con Eddie Vedder (dei Pearl Jam) alla voce.
Nel 1994 fondò la RKO (Robby Krieger Organization) un power-trio col celebre virtuoso dell'organo Skip van Winkle (organo e pedaliera basso) e Dale Alexander (batteria); con loro incise un disco dal vivo e fu in tour mondiale per anni.
Il 25 luglio 1999 partecipò al sequel festival Woodstock 1999, suonando insieme ai Creed.
Nel 2000 si riunì con Densmore e Manzarek per contribuire all'album di tributo ai Doors "Stoned Immaculate" (al quale parteciparono numerose celebrità, fra le quali John Lee Hooker, Bo Diddley, Aerosmith, The Cult, Perry Farrell, William S. Burroughs, Creeds e altri); nel 2001 fu ospite del celebre programma VH1 "Storytellers", sempre assieme a Manzarek e Densmore. 

Nel 2002 invece, ritornò a collaborare con Manzarek, formando The Doors of the 21st Century, con Ian Astbury dei Cult e, inizialmente, Stewart Copeland dei Police alla batteria, per effettuare alcune registrazioni e concerti dal vivo. Nel 2005, in seguito ad una causa, Densmore ottenne nei confronti dei due ex compagni, che nel frattempo continuavano a farsi chiamare The Doors of the 21st Century, che il gruppo non potesse più usare il vecchio nome, che fu quindi ribattezzato da Ray "Riders On The Storm".
ll 16 febbraio 2007, Ian Astbury lasciò il gruppo per ritornare con i Cult, ma la reunion di Ray e Robby continuò imperterrita per anni con Brett Scallions (dei Fuel) alla voce e poi, dal 2012, con altri cantanti turnisti, fino all'improvviso decesso di Manzarek nel Maggio 2013.

Nel 2008-2009 Robby Krieger partecipò alla serie di concerti Experience Hendrix, in tributo al celebre chitarrista.
2011: Robby Krieger ottiene la nomination al celebre Grammy Award per l'album solista Singularity del 2010.
Nel 2011, Manzarek-Krieger collaborarono col giovane deejay di musica elettronica dubstep Skrillex e produssero il brano Break'n A Aweat. Nello stesso anno, Manzarek fece la sua penultima apparizione in Italia al Pistoia Blues Festival, dove suonò insieme a Krieger in occasione dei 40 anni dalla morte di Jim Morrison.
Dopo la morte di Manzarek nel 2013, Krieger e Densmore annunciarono più volte un live tribute in memoria del tastierista scomparso, concerto che infine avverrà nel Febbraio 2016.

### Lo stile
Così come testimoniato da innumerevoli incisioni dal vivo ufficiali (edite sin dal 1999 dall'etichetta Bright Midnight records), ed amatoriali (bootlegs ed audience recordings), ai tempi della militanza nei Doors, Robby Krieger si distinse sempre per un estensivo, ed originalissimo, uso di improvvisazioni in stile modale (modi musicali : Dorico, Ionico, Frigio, Lidio, etc.) derivanti dal jazz modale di Coltrane, Miles Davis ed Eric Dolphy (i suoi idoli, da lui citati in svariate interviste).  Ciò lo rende un rarissimo esempio di originalità creativa, e di capacità d'improvvisazione, atipiche in un'epoca in cui la maggior parte dei chitarristi esplorava esclusivamente il blues.
Per propria dichiarazione, Krieger volle sempre prendere le distanze dal blues canonico ed elettrico (moda del tempo), preferendo ad esso il jazz, la citata improvvisazione modale, un audace stile slide bottleneck (privo delle canoniche influenze bluesistiche) e le strutture della musica indiana (derivate dallo studio del sitar e del sarod  alla scuola di Ravi Shankar), oltre che della già ampiamente citata chitarra classica spagnola pizzicata, suo primo amore dall'adolescenza.
Altresì, Krieger fu il primo chitarrista della storia ad incidere un brano rock con la chitarra slide bottleneck (brano "Moonlight Drive" in due differenti registrazioni in studio dell'agosto 1966).
Notevoli esempi di improvvisazioni di Krieger dal vivo nello stile modale si possono apprezzare negli assolo presenti in pezzi quali When the music's over, Light my fire, Ship of Fools e nelle tarde versioni di Back Door Man.
Al fine di prendere le distanze dagli stereotipi dell'epoca, Krieger al tempo dei Doors, non utilizzò mai un pedale wah-wah (unica eccezione il brano "The Changeling" contenuto nell'album L.A. Woman). Nel brano Peace Frog l'effetto wah-wah fu invece ottenuto grazie ad un difetto tipico delle chitarre Gibson SG dell'epoca: i pick-up erano collegati in fabbrica a fase inversa e, quando veniva selezionata la posizione centrale, donavano quel suono aspirato che ricorda un pedale wah.
Krieger ha dichiarato di aver utilizzato sempre e solamente la posizione "neck pick-up" (pick-up al manico che dona un suono più corposo, rotondo e con maggiore sustain, tipico del jazz) e la posizione centrale solo per qualche parte ritmica. Krieger tutt'oggi sostiene di non gradire il suono metallico del bridge pick-up (pick-up al ponte).
Robby Krieger è conosciuto per il suo uso di audaci accordature aperte, esotiche ed alternative.
Attorno al 1974, dopo aver ascoltato un'intervista a Wes Montgomery, celebre virtuoso della chitarra jazz, che dichiarava di rimpiangere di non aver appreso a suonare col plettro, Krieger decise di studiare tale tecnica e, da allora, alterna il finger-style classico con lo stile a plettro.
Sin dall'adolescenza Robby Krieger apprese a leggere e scrivere su spartito musicale, grazie agli studi formali di chitarra classica che intraprese ai tempi del liceo; ciò è cosa abbastanza inusuale per un musicista del mondo della musica rock e pop.  Altresì, anche John Densmore e Ray Manzarek, sempre grazie ai loro studi formali di teoria musicale intrapresi in età adolescenziale, erano in grado di leggere e scrivere su spartito musicale (ciò conferì alla musica dei Doors le tanto apprezzate, quanto inusuali, qualità classiche per cui è nota).

### Curiosità
Come emerso da recenti interviste e dichiarazioni (dello stesso Robby, di Bill Siddons manager dei Doors e di altri intervistati legati alla band), Krieger è sempre stato estremamente miope ma non potendo indossare in concerto occhiali da vista o lenti a contatto (negli anni '60 le lenti a contatto erano estremamente rigide e sensibili al calore), in concerto appariva spesso con un'aria perplessa ed incerta, costretto com'era dalla miopia a muoversi con cautela; tale atteggiamento "stupefatto" al tempo gli valse il soprannome di "space-cadet" (all'epoca indicante "colui il quale viaggia con gli allucinogeni"), anche se in realtà tale comportamento impacciato non era affatto dovuto all'uso di sostanze psicotrope.
In origine, al tempo dell'incisione in studio (tardo inverno 1967/primavera 1968), l'assolo introduttivo di chitarra classica spagnola di Spanish Caravan durava svariati minuti; inspiegabilmente il produttore Paul A. Rothchild decise di tagliare il nastro accorciandolo notevolmente, così da renderlo "più appetibile ad un pubblico pop e non avvezzo alla complessità delle strutture musicali della classica spagnola" (così come dichiarato nel 1977 da Krieger all' intervistatore Jim Ladd).
Alla domanda "A cosa pensi quando improvvisi i tuoi assoli?", posta da un intervistatore, Krieger rispose "Al mio pesce che nuota liberamente nell'acquario", quale metafora indicante il suo approccio da free-jazz.
Krieger ha dichiarato che il suo assolo preferito è quello di When the music's over, inciso nell'estate del 1967 per l'album Strange Days; a tutt'oggi non esiste un effetto a pedale per chitarra in grado di riprodurre tale peculiare sonorità eco-psichedelica, che ricorda il suono fluido di un violino, ottenuta con una "circuitazione valvolare a cascata con resistore" progettata all'epoca dal tecnico del suono Bruce Botnick" (dalle dichiarazioni di Krieger e Botnick).  Secondo varie interviste, per anni Krieger non è stato in grado di riprodurre in maniera identica tale assolo improvvisato nel Luglio del 1967 in studio, data la complessità della struttura modale che lo costituisce.
L'assolo di Light my Fire è sostanzialmente una versione jazz-rock di My Favourite Things di John Coltrane, sempre improvvisata ad libitum. Dal settembre del 1968, coincidente col tour europeo dei Doors, Krieger citerà sempre la melodia modale di Eleanor Rigby (dei Beatles), incorporandola ed interpolandola nel suo assolo.
In base a svariate testimonianze risalenti all'epoca dei Doors, risulta che Krieger era solito sostituire le corde della propria chitarra solamente quando esse si rompevano ed accordava da solo (ad orecchio) il proprio strumento, direttamente sul palco, o appena prima di andare in scena, non avvalendosi quindi di una squadra di roadies o tecnici.
Secondo una recente intervista, risalente al 2011, Krieger ha dichiarato di aver suonato le parti di chitarra basso (nello specifico un basso elettrico Fender) nelle versioni da studio di Soul Kitchen e Back Door Man (presenti sul primo album dei Doors, registrato nell'agosto/settembre del 1966).  Poi nel 1970 Krieger suonò anche il basso elettrico (un Gibson EB-3) in alcuni pezzi blues in vari concerti (in particolare Philadelphia e Detroit) con Manzarek alla chitarra.
Robby Krieger è anche pittore; il suo stile è caratterizzato da un impressionismo post-moderno, spesso intriso di tematiche psichedeliche. La copertina del suo album Singularity del 2010 è tratta da un suo dipinto.
Krieger è un grande amante degli animali e della natura.

### Strumentazione
Chitarre:
- Varie Gibson SG special e standard, con leva del tremolo Gibson Maestro Vibrola (Lyre Vibrola sul modello standard). Durante l'era dei Doors 1966-1971, Krieger utilizzò tre differenti SG. La prima, la più utilizzata, una Gibson SG Special color ciliegio del 1965 (con pick-up P-90, usata dal 1966 al tardo 1969, per l'incisione dei primi due album e per parte del terzo, quarto e quinto, compare nei video dell'esibizione alla PBS N.Y. del 1969, nel documentario The Doors are Open girato a Londra 1968 e all'Ed Sullivan Show N.Y. del 1967) fu rubata al termine della carriera musicale del gruppo; tale Gibson SG special (talvolta chiamata da Krieger "Melody Maker" in alcune interviste) nel 1970 venne - forse - modificata dal tecnico Vince Treanor che rimosse i P-90, sostituendoli con degli Humbucker (si può notare tale modifica nelle foto dei concerti a Philadelphia e Detroit del maggio 1970), tuttavia riappare con i P-90 nel video dell'esibizione all'isola di Wight dell'agosto '70, lasciando supporre che Krieger abbia posseduto due Gibson SG special con battipenna corto. La seconda, una Gibson SG Standard color ciliegio del 1967 (con pick-up Humbucker, battipenna esteso e Gibson Maestro Lyre Vibrola), fu usata occasionalmente dal 1968 al 1969 (compare nel concerto all'Hollywood Bowl del 5 luglio 1968) per poi divenire dal 1970 la sua chitarra principale. La terza, una Gibson SG Special del 1967 con pick-up P-90 (differente dall'altra SG Special per via del battipenna più largo), fu usata molto raramente dal vivo all'inizio del 1968 (si può notare nel celebre concerto al Fillmore East del marzo 1968). Compare invece in diverse foto durante le registrazioni, del marzo 1968, dell'album "Waiting for the Sun".
- 1958 National "Town & Country" usata dal vivo solo per lo slide bottleneck dal 1966 al dicembre 1967 (ed utilizzata in studio per le parti slide dei primi due album), visibile nel video promozionale di "Break on Through to the other side", novembre 1966.
- Gibson "Les Paul" custom 1954 (con meccaniche placate oro, pick-up P-90 e Gibson Maestro Lyre Vibrola) usata dal 1968, sia dal vivo che in studio, solo per lo slide bottleneck (visibile al concerto dell'Hollywood Bowl '68, nelle riprese effettuate durante la registrazione del brano in studio "Wild Child" (agosto '68) e ai PBS TV studio N.Y. '69).
- Gibson "ES-335 - 12" del 1968 (a dodici corde) utilizzata nei brani Love her Madly e The W.a.s.p.: Texas Radio and the Big Beat (entrambi dall'album L.A. Woman).
- Chitarra classica spagnola Josè Ramirez (1963).
- Gibson SG standard nera con Maestro Lyre Vibrola: utilizzata per il tour in trio del 1972.
- Gibson ES-355 Varitone del 1964.
- Rick Turner "Renaissance" custom classic nylon string guitar (2001).

Amplificazione:
- Fender valvolari nel corso di tutta la carriera, sia in studio che dal vivo (soprattutto Twin Reverb; attualmente utilizza due "Hot Rod Deville")
- Magnatone custom valvolare: fu il primo amplificatore che Krieger utilizzò in gioventù.
- Jordan: amplificatori a stato solido (usati dal giugno 1967 al dicembre 1967)
- Testata Acoustic "260" (stato solido), usata nel corso del 1968 con una cassa Acoustic 2x15"  "261" (con coni a tromba per medie ed alte frequenze, la medesima combinazione veniva usata nel 1968 anche da Ray Manzarek con l'organo); tali amplificatori furono abbandonati (ed in seguito modificati dal tecnico Vince Treanor) in quanto sia Krieger che Manzarek non li apprezzarono, nonostante i Doors avessero una sponsorizzazione dall'Acoustic stessa.
- Impianto "Monolith" (stato solido, basato su coni JBL da 10' per gli alti, 12' per i medi e 15' per i bassi) costruito ad inizio 1969 dal tecnico ingegnere Vince Treanor (il Monolith debuttò nel gennaio '69 in occasione dello spettacolo al Madison Square Garden).

Effetti:
Krieger ha dichiarato che, al tempo dei Doors, usava sporadicamente tre pedali di fuzz della Gibson serie "Maestro" tra cui due "Fuzz Tone".
Nel corso delle registrazioni dell'album Waiting for the Sun (marzo 1968) si può notare un Vox Tone-bender, presente anche nelle foto dei concerti al Felt Forum N.Y. 1970. Il Vox Tone-bender venne usato anche nel corso di molti altri concerti del '68: all'Hollywood Bowl è possibile osservare sul palco il Tone-bender assieme ad un Gibson Fuzz Maestro.
Effetti incorporati negli amplificatori a stato solido Acoustic: riverbero, fuzz (ottenuto per mezzo del cono a tromba), delay, echo, tuning fork (effetto sirena utilizzato dal vivo per Unknown Soldier).
Dall'estate del 1968 sino al gennaio del 1969, Krieger utilizzò sporadicamente una unità di delay (echo) a nastro, simile ad un Echoplex, per ottenere effetti speciali in pezzi come Celebration of the Lizard e When the music's over. È possibile osservare tale unità di delay a nastro nel celebre documentario The Doors Are Open della Granada TV, settembre 1968.
Vox wah-wah, pedale: al tempo di Morrison, usato solamente nel brano The Changeling (album L.A. Woman) e poi nel pezzo In the Eye of the Sun (album Other Voices) e Verdilac (album Full Circle).
Dall'inizio degli anni '90 Krieger utilizza (solo dal vivo) una pedaliera multi-effetto Boss ME-10 ed un pedale espressivo Roland-Boss.
Robby Krieger ha dichiarato di prediligere le corde Ernie Ball modello "Super Slinky".

## Discografia

### The Doors
- 1967 - The Doors
- 1967 - Strange Days
- 1968 - Waiting for the Sun
- 1969 - The Soft Parade
- 1970 - Morrison Hotel
- 1970 - Absolutely Live
- 1971 - L.A. Woman
- 1971 - Other Voices
- 1972 - Full Circle
- 1978 - An American Prayer

### Butts Band
- Butts Band (1973)
- Hear & Now! (1975)

### Solista
- Robby Krieger & Friends (1977)
- Versions (1982)
- Robby Krieger (1985)
- No Habla (1989)
- Door Jams (raccolta, 1989)
- Cinematix (2000)
- Singularity (2010)
- The Ritual Begins At Sundown (2020)
- Robby Krieger & The Soul Savages (2024)

### Con il poeta Michael C. Ford
- Look Each Other in The Ears, con anche John Densmore e Ray Manzarek (2014)